# Bledius ineptus
Bledius ineptus är en skalbaggsart som beskrevs av Thomas Casey 1889. Bledius ineptus ingår i släktet Bledius och familjen kortvingar. Inga underarter finns listade i Catalogue of Life.